# Chrysoula Saatsoglou-Paliadeli
Chrysoula Saatsoglou-Paliadeli (griechisch Χρυσούλα Σαατσόγλου-Παλιαδέλη, * 8. Juli 1947 in Thessaloniki) ist eine griechische Klassische Archäologin und seit 2009 für die PASOK Mitglied des Europäischen Parlaments.
Paliadeli studierte an der Aristoteles-Universität Thessaloniki Klassische Archäologie unter anderem bei Georgios Bakalakis und Manolis Andronikos. Von 1972 bis 1975 war sie Assistentin von Giorgos Despinis, von 1975 bis 1984 von Manolis Andronikos. 1984 wurde sie promoviert und Universitätslektorin. 1985 wurde sie Assistenzprofessorin, 1998 außerordentliche Professorin und 2004 ordentliche Professorin für Klassische Archäologie an der Universität Thessaloniki. Von 1972 bis 1975 nahm sie an den Ausgrabungen in Dion teil, seit 1972 ist sie Mitarbeiterin der Ausgrabungen in Vergina, die sie seit 2001 leitet.
Paliadeli war von 2009 bis 2014 Abgeordnete im Europäischen Parlament.